# 惡有惡道
《惡有惡道》（英語：Good Bad Ugly，或縮寫為）是一部2025年印度泰米爾語動作喜劇片，米斯里電影製作室製作的首部泰米爾電影，由阿迪克·拉維昌德蘭執導，阿吉特·庫馬領銜主演；其他演員如特瑞莎·克莉希南、阿俊·達斯、蘇尼爾、普拉布、普拉桑納、卡提凱亞·德夫（Karthikeya Dev）、普莉亞·普拉卡什·瓦里爾、傑基·史洛夫、希恩·湯姆·查科、提努·阿南德、B·S·阿維納什（B. S. Avinash）及拉吉·瑞姆。電影講述了一名前黑幫老大為了兒子的冤案而被迫重操舊業的故事。
本片由T-Series出品，於2023年底宣布開拍，暫定名為，象徵著阿吉特主演的第63部電影，正式片名於2024年3月公布。電影2023年5月在海得拉巴展開主要拍攝，隨後在西班牙進行零星拍攝，12月初殺青。電影原聲帶的曲目由G·V·普拉卡什·庫馬譜寫，阿賓南丹·拉馬努賈姆擔任攝影指導，維傑·維盧庫克特（Vijay Velukutty）負責剪輯。
《惡有惡道》2025年4月10日以標準和EPIQ格式在全球上映。影評界普遍共識，本片對阿吉特先前電影的致敬與敘事之間失衡，整體口碑褒貶不一。本片成為票房熱門，下映後登上2025年票房最高的泰米爾電影寶座。

## 劇情
2008年，黑蛇是臭名昭著的孟買黑幫老大，創立了「紅龍幫」（Red Dragon），但為了讓妻子拉姆雅和年幼的兒子威漢過上平靜的生活，同意遠離母子倆並自願向當局自首。
十八年後，黑蛇出獄並到西班牙，打算與家人團聚。此時的威漢與任職印度駐西班牙大使館首席顧問的拉姆雅、監護人賈亞普拉卡什、拉姆雅之兄賈格，不滿著父親的長年缺席。黑蛇與拉姆雅團聚時，一群暴徒襲來，使拉姆雅警告丈夫遠離他們。黑蛇召集了他的同夥，警告他們遠離自己的家人；威漢失蹤之際，黑蛇警告任何威脅親人的人將面臨嚴重後果。
賈格告訴黑蛇，西班牙警方逮捕了威漢；威漢被捕還有其他人參與，但並非孟買黑幫所為。威漢因吸毒面臨審判並被關進少年拘留所，車上還有五公斤的毒品；拉姆雅為此與黑蛇決裂。黑蛇會見了威漢，對方聲稱一群暴徒槍殺了女友妮蒂亞，然後打昏自己，再用毒品誣陷之。黑蛇發誓要將兒子從監獄中救出來，並找到幕後真兇。
黑蛇與助手泰森和賈格查出，由巴別爾領導的「黑狼幫」（Dark Wolves）陷害了威漢。黑狼幫參與非法活動，並由強尼和扎卡帕管理著賭場兼安全的銀行金庫。黑蛇與扎卡帕對峙，並威脅強尼放過威漢，否則就炸毀整棟建築。在視訊通話中，強尼與黑蛇談判以挽救賭場，但黑蛇要求交出強尼的秘密雙胞胎弟弟傑米。傑米過去因針對女性犯下的滔天罪行而被起訴，拉姆雅錄下了他的供詞，導致傑米入獄；傑米為了報復拉姆雅而陷害了威漢。當傑米盯上拉姆雅並威脅黑蛇時，緊張局勢升級；黑蛇炸毀了整座賭場並劫持了扎卡帕當人質，金庫連帶付之一炬。
黑蛇威脅扎卡帕，利用他邀請所有強尼和傑米的黑幫成員參加派對；這實際上是個陷阱，最後黑蛇殺光了包含扎卡帕在內的所有暴徒。隨著黑蛇繼續調查，雙胞胎從孟買黑幫頭目馬斯坦·拜那了解到更多關於黑蛇的過去：黑蛇過去曾與韓國黑幫黃·李及紐約的教父·里克並肩作戰，並在監獄中與導師共同策劃了臭名昭著的紙鈔搶劫案。
與此同時，雙胞胎將威漢牽連到妮蒂亞的死，使事情變得更加複雜。黑蛇發現，妮蒂亞實際上是傑米的女朋友，她受傑米的指示假裝愛著威漢，並偽造了自己的槍殺。黑蛇將傑米及妮蒂亞扣為人質；強尼則玩弄黑蛇，打算同時派人殺死拉姆雅和威漢。黑蛇的前女友、現轉行當殺手的普里雅救了拉姆雅，而泰森、賈格和孟買監獄的一名囚犯救了威漢。強尼、傑米及妮蒂亞逃脫，拉姆雅受了傷；還活著的妮蒂亞可能會危害對威漢的指控，於是雙胞胎最終決定殺了她。
黑蛇到醫院探望拉姆雅，拉姆雅懊悔自己原來是威漢入獄的罪魁禍首，更誤解了黑蛇，並要求黑蛇與雙胞胎做出了斷。黑蛇透過鬥毆制伏了強尼與傑米，並殺光了巴別爾派出的大批手下。強尼和傑米因犯罪被判入獄，而法庭宣告威漢無罪；威漢首次與父親團聚，一家人共享幸福的團聚時光。
六個月後，強尼和傑米在被送往監獄的途中逃脫，但黑蛇攔截並開槍殺死了他們。

## 演員
- 阿吉特·庫馬飾演「紅龍」黑蛇（AK "Red Dragon"）
- 特瑞莎·克莉希南飾演拉姆雅·黑蛇（Ramya AK）
- 阿俊·達斯飾演強尼（Johnny）／傑米（Jammy）
- 普拉布（英语：Prabhu (actor)）飾演賈亞普拉卡什（Jayaprakash）
- 普拉桑納（英语：Prasanna (actor)）飾演賈格（Jaeger）
- 蘇尼爾（英语：Sunil (actor)）飾演寶貝泰森（Baby Tyson）
- 傑基·史洛夫飾演巴別爾（Babel）
- 雷丁·金斯利（英语：Redin Kingsley）飾演囚犯
- 希恩·湯姆·查科（英语：Shine Tom Chacko）飾演「西蒙」尚穆加（Shanmuga "Simon"）
- 提努·阿南德（英语：Tinnu Anand）飾演馬斯坦·拜（Mastaan Bhai）
- B·S·阿維納什（B. S. Avinash）飾演黑幫
- 普莉亞·普拉卡什·瓦里爾（英语：Priya Prakash Varrier）飾演妮蒂亞（Nithya）
- 卡提凱亞·德夫（Karthikeya Dev）飾演威漢·黑蛇（Vihaan AK）
- 薩亞吉·辛德（英语：Sayaji Shinde）飾演監獄總長亞洛克·書克拉（IG Alok Shukla）
- 拉吉·瑞姆（英语：Raghu Ram）飾演扎卡帕（Zacappa）
- 烏莎·烏圖普（英语：Usha Uthup）飾演首席法官米拉·帕特納亞克（Chief Justice Meera Patnayak）
- 拉胡爾·戴夫（英语：Rahul Dev）飾演囚犯
- 西姆蘭（英语：Simran (actress)）飾演普里雅（英语：Vaalee (1999 film)）（特別演出）
- 約吉·巴布飾演巴布·尤基（Babu Yogi，客串）
- 達基·納加拉賈（英语：Darkkey Nagaraja）飾演〈老虎黑蛇〉（AK The Tiger）的囚犯（客串）

## 製作

### 發展
2019年初，身為演員的阿迪克·拉維昌德蘭在《不就是不》（2019年）的拍攝期間，向主演阿吉特·庫馬講述了劇本，阿吉特同意出演他的執導作，但兩人都希望等到確定製片人後再宣布消息。之後，兩人並未直接合作而轉向其他項目，阿吉特致力拍攝的《致命武力：以暴制暴》（2022年）及《勇闖龍潭》（2023年），阿迪克則執導了《巴希拉》與《時光電話》（均2023年）。2023年10月，阿吉特的經紀人蘇雷什·錢德拉（Suresh Chandra）證實，阿吉特的第63部電影將由阿迪克執導，暫定名為。隔月，他否認了阿迪克已退出在該計畫的傳言。
由納文·耶內尼（Naveen Yerneni）與Y·拉維·香卡（Y. Ravi Shankar）的米斯里電影製作室資助製作，成為他們的首部泰米爾電影作品。該公司於2024年3月14日發布了一份公開聲明，宣布正式片名為《惡有惡道》（Good Bad Ugly），靈感來自1966年義大利電影《黃昏三鑣客》的英文片名。本片也象徵著阿吉特繼《黑帮大佬赤子心》（2002年）以來，再次在自己的主演作使用英文片名；阿迪克表示，此片名出於阿吉特的建議。
據報導，《惡有惡道》的製作預算高達27億盧比至30億盧比，而阿吉斯則收取15億盧比的片酬。技術團隊包括攝影指導阿賓南丹·拉馬努賈姆、剪輯師維傑·維盧庫克特（Vijay Velukutty）、劇裝設計師阿努·瓦爾丹，以及特技指導烏查·桑達爾（Supreme Sundar）與卡爾迪安·沃登查迪（Kaldian Vodenchardy）。阿迪克與拉維·坎達薩米（Ravi Kandasamy）及哈里什·馬尼坎丹（Harish Manikandan）共同撰寫了本片的劇本。本片由T-Series的布尚·庫馬與克里尚·庫馬出品，作為他們與米斯里電影製作室合作的大項目。

### 選角
據報導，阿吉特為了飾演本片的角色減重了幾公斤，並將呈現兩種不同的造型。特瑞莎·克莉希南成為女主角，繼《皇帝》（2005年）、《王冠》（2007年）、《無間盜》（2011年）、《人生若只初相见》（2015年）及《絕婚殺機》（2025年）之後第六次與阿吉特搭檔。蘇尼爾出演了配角，先前他與阿迪克在《時光電話》中合作。曾與阿吉特合作《笑面殺手》（2015年）的拉胡爾·戴夫簽約參與演出。B·S·阿維納什（B. S. Avinash）也扮演了要角。
2024年10月初，普拉桑納宣布出演本片。同月晚期，阿俊·達斯也簽約參演。普拉布與約吉·巴布在電影的前期拍攝中到場，證實了他們會亮相於片中。2025年1月下旬，希恩·湯姆·查科宣布自己加入了演出陣容。據報導，西姆蘭將於片中客串，成為她自2000年的《給我你自己，我也給你自己》以來時隔多年與阿吉特的重聚，也是兩人的第四次合作。2025年4月4日發表的預告片證實了西姆蘭的客串；預告片還證實了其他演員的參與，如傑基·史洛夫、薩亞吉·辛德、提努·阿南德、烏莎·烏圖普、雷丁·金斯利及普莉亞·普拉卡什·瓦里爾。納斯倫最初被片方邀請扮演阿吉特角色的兒子，但因與《阿勒皮體育會》（2025年）的拍攝檔期衝突而拒絕。該角改由卡提凱亞·德夫（Karthikeya Dev）扮演。

### 拍攝
本片最初計劃於2024年6月展開主要拍攝。但因阿吉特的《絕婚殺機》拍攝計劃5月下旬在阿拉伯联合酋长国舉行，使本片的第一拍階段拍攝計畫5月9日在海得拉巴提早開拍。據報導，首先拍攝的是一段由烏查·桑達爾編排的打鬥戲。該拍攝計畫於6月9日結束，在一個月內完成。隨後，劇組8月初在海得拉巴繼續執行第二拍階段拍攝計畫，阿吉特同時參加了本片與《絕婚殺機》的拍攝。
劇組原先計劃前往南美洲拍片，但最終選在了西班牙。在此期間，阿吉特在片場的照片及影片被洩漏到社群媒體平台上。托萊多的托萊多住宅（Toledo House）是西班牙電視劇《紙房子》的主要拍攝地，亦在本片中亮相。11月下旬，劇組遵循主要行程而移駕至英國。電影的拍攝於12月中旬殺青。

### 後期製作
本片的視覺效果由提供，納倫德拉·洛吉薩（Narendra Logisa）擔任視覺效果總監。安納普爾納製片室負責數碼中間片的處理，阿什瓦斯·S（Ashwath S）擔任電影調色師。2024年12月29日，阿吉特完成了自己的配音工作。

## 音樂
電影原聲帶的曲目由G·V·普拉卡什·庫馬譜寫，他先前與阿迪克合作了《如果不是特瑞莎，那就是纳彦塔拉》（2015年）與《時光電話》；而與阿吉特則曾合作過《王冠》。普拉卡什取代了原先宣布的作曲家德維·斯里·普拉薩德。本片的音樂版權由T-Series持有。第一首單曲〈教父經歷〉（OG Sambavam）於2025年3月18日發表。〈天佑你〉（God Bless U）於2025年3月30日發表。2025年4月9日發表了第三首單曲〈老虎黑蛇〉（AK The Tiger）。

## 行銷
本片的預告片2025年2月28日在網上發表，24時內觀看次數超過3200萬次，成為當時觀看次數最多的泰米爾電影預告片。院線預告片於2025年4月4日起放映。媒體指出，該預告片多次致敬了阿吉特之前的電影，尤其是那些電影中廣受歡迎的對白。阿迪克後來表示，這些引用是為了讓阿吉特的忠實粉絲懷舊，但如果一般觀眾即使沒有看過阿吉特的電影，也能喜歡上這些「能吸引大眾的影響力對白」，也許能引起他們的共鳴。

## 發行

### 院線
《惡有惡道》2025年4月10日以標準和EPIQ格式在全球上映。除了原版泰米爾語外，電影還計劃發行泰盧固語、印地語、卡納達語與馬拉雅拉姆語配音版。電影在北印度的多廳戲院上映，印地語版上映週期為八週，與《火神之力》（2024年）的策略相似。
最初，《惡有惡道》計劃於2025年1月10日上映，恰逢龐格爾節。但萊卡製片公司於2024年11月宣布《絕婚殺機》將在龐格爾節週末上映後，造成阿吉特的兩部電影相互競爭的局面，納文·耶內尼暫未將《惡有惡道》改檔。2024年12月，阿迪克證實本片延期，但《絕婚殺機》不久後也被製片方宣布改檔，導致兩度片皆未在龐格爾節上映。《惡有惡道》的2025年4月上映日於1月初定檔。
《惡有惡道》在泰米爾納德邦上映2400場，成為該邦上映場次最多的泰米爾電影。電影被中央電影認證委員會授予U/A（16+）證書，片長139分52秒。

### 發行商
羅密歐影業（Romeo Pictures）購買了本片在泰米爾納德邦的發行權。該公司最初也擁有卡納塔克邦和喀拉拉邦的發行權，但卡納塔克邦的版權之後由KVN製片公司取得，喀拉拉邦的版權則歸斯里·格庫拉姆電影（Sree Gokulam Movies）所有。普拉蒂揚吉拉電影（Prathyangira Cinemas）取得了本片在美國的發行權。

### 預售
據Pinkvilla網站稱，《惡有惡道》在泰米爾納德邦首日創下了最高預售票房紀錄，在該邦2091場演出中收入7890萬盧比，擊敗了演出不到1500場但收入7870萬盧比的《狂勇救援手》（2022年）。本片在挪威首映日售出645多張票，超越《絕婚殺機》，成為該地首映票房最高的阿吉特電影。《惡有惡道》作為首映週末的最後一部預售電影，藉由預售收穫了4.725億盧比的票房，超過了《絕婚殺機》的4.65億盧比。本片創下阿吉特電影的最高預售票房，光泰米爾納德邦就貢獻了3.279億盧比。

### 家用媒體
Netflix以9.5億盧比的價碼購入了本片的串流媒體播放版權。電影2025年5月8日起在該平台以泰米爾語上線，同時推出泰盧固語、印地語、卡納達語和馬拉雅拉姆語配音版。

## 反響

### 票房
《惡有惡道》上映首日全球票房收入為5億盧比至5.1億印度盧比，其中印度票房超過3.4億盧比，至此成為該演員首日票房最高的電影，超過了票房收入4.7億盧比的《致命武力：以暴制暴》（2022年）。本片成為2025年印度電影首週開盤票房第三高的電影，僅次於《规则改变者》和《路西法2》。電影在英國的票房為9.6萬英鎊，超過了8.6萬英鎊的《絕婚殺機》，至此成為阿吉特在該國首日票房最高的電影。
《惡有惡道》在上映第二天就又收穫了2.4億盧比的票房，使全球總票房達到8億盧比。電影在三天內就突破了10億盧比大關，成為阿吉特最快達成此目標的電影。電影上映四天的首週末全球票房達到15.2億盧比。《惡有惡道》也成為阿吉特首部擠身Comscore全球週末排行榜的電影，並成為全球票房週末排名第四的電影。電影在九天內的總票房達到20億盧比，超越《勇闖龍潭》（2023年），至此成為阿吉特票房最高的電影。
本片的全球總票房約17.9億至30億盧比，下映時成為2025年票房最高的泰米爾電影、2025年票房第六高的印度電影、史上票房第14高的泰米爾電影和史上票房第36高的南印度電影。

### 評價
《惡有惡道》收到了影評人的褒貶不一的評價，他們共識本片在致敬元素與敘事之間失衡。
第一郵報網站的加內什·阿格拉夫（Ganesh Aaglave）為本片打出了3.5／5星，並在評論中寫道：「《惡有惡道》對阿吉特粉絲而言是場的視覺饗宴，整體可謂是一部大手筆的娛樂之作。」《印度時報》的M·蘇甘斯（M Suganth）給了3／5星，並評論：「本片是一部極繁主義的電影，經常打破第三面牆，穿插著復古元素，目標只有一個——每隔幾分鐘就帶來一次高潮。電影不只是大眾瑪撒拉，更是極致瑪撒拉！」《印度快報》的阿維納什·拉馬錢德蘭（Avinash Ramachandran）將電影評為3／5星，在影評中稱：「雖然劇本略顯膚淺，除了阿吉特的經典表演片段外，大多數的表演也流於平庸，但本片仍算引人入勝。」《電影快車》的蘇迪爾·斯里尼瓦桑（Sudhir Srinivasan）也打出了3／5星，並寫道：「阿迪克·拉維昌德蘭將《惡有惡道》變成了一座充滿懷舊與英雄主義的混亂聖地，若你興致盎然，此地便是一場能盡情舞動的派對。」
多家媒體將《惡有惡道》評為2.5／5星。Moneycontrol網站的巴瓦納·坦瑪伊（Bhawana Tanmayi）撰文稱：「本片完全缺乏其主要核心，即敘事視角，缺乏情感內核以及觀眾支持英雄的理由，加上電影顯然充斥著無止盡的慢動作步伐及槍戰。」OTTPlay網站的阿努莎·桑達爾（Anusha Sundar）評論：「《惡有惡道》的劇本節奏很慢，有時缺陷太明顯了。本片作為狂熱粉絲電影，擁有適合戲院觀影的時刻及彩蛋，正合只想享受於此觀眾的胃口。」《今日印度》的賈納尼·K（Janani K）在影評中寫道：「《惡有惡道》正是所謂的『粉絲狂歡』。對於阿吉特·庫馬的忠實粉絲而言絕對是場盛宴。但本片無論是台詞還是表演都太誇張了，哪怕期待一點點劇情，勢必令人失望。」Times Now頻道的賴莎·納斯林（Raisa Nasreen）評論：「總的來說，阿迪克兌現了片方對粉絲的承諾：一部讓粉絲們大飽眼福的電影，同時也是講了精彩故事的大師之作？」
Pinkvilla的高塔姆·S（Goutham S）在影評中發表觀點：「《惡有惡道》風格深沉且大膽，無疑有利增添電影的趣味程度，但對家庭情感的刻畫深度不足。此外，電影的故事情節或深度都不夠出色，片長便能反映出這一點。」《印度斯坦時報》的拉塔·斯里尼瓦桑（Latha Srinivasan）評論道：「《惡有惡道》雖然在故事情節上略有欠缺，但風格獨特、動作戲精彩、明星陣容強大，最終呈現出阿迪克·拉維昌德蘭向阿吉特·庫馬的致敬之作。」《好萊塢報導者印度》的維沙爾·梅農（Vishal Menon）在評論中指稱：「人們甚至不確定將《惡有惡道》稱為一部劇情長片是否合乎常理。客觀來看，《惡有惡道》的長度與一般電影無異，還由一位大牌影星主演。如果硬要說的話，甚至能說《惡有惡道》有某種類似劇情的東西，以及一篇將人物和情節點串起來的劇本。」《印度教徒報》的戈皮納斯·拉金德蘭（Gopinath Rajendran）的評價較佳，撰文稱：「阿迪克使出了渾身解數，或許是泰米爾電影史上最棒的粉絲回饋。即使《惡有惡道》遠非完美，而且感覺像是給我們的感官帶來了一記重拳，但仍是一部愛意滿滿的懷舊之作。」

## 爭議
《惡有惡道》上映前，來自蒂魯內爾維利的一群阿吉特粉絲試圖在PSS影城（PSS multiplex）安裝250呎高的阿吉特人形看板。人形看板在安裝過程中倒塌，但並未造成人員傷亡。倒塌影片在網路上瘋傳。
在電影上映後，作曲家伊萊雅拉賈向製片方發出通知，指控在片中未經許可使用、修改了自己譜寫的歌曲，包括《萬能大師》（1982年）中的〈青春來了〉（Ilamai Idho Idho）、《維克拉姆》（1986年）中的〈我的伴侶是沙發麻雀〉（En Jodi Manja Kuruvi）以及《民歌》（1996年）中的〈奧薩·羅瓦〉（Oththa Roova）。伊萊雅拉賈指控製片方違反了《印度版權法》第51條（幫助侵犯版權），要求對方賠償5000萬盧比的「未支付版稅、損害賠償金及訴訟費」，同時要求從所有已發表歌曲的地方撤下這些被製片方修改後的歌曲。製片人Y·拉維·香卡譴責了指控，稱他們已按照規定從持有歌曲版權的唱片公司那獲得了無異議證明：「我們按規章制度辦事，獲得了他們的許可。」

## 備註
1. 1 2  本片的全球票房在各家媒體之間各不相同；數據約17.9億（《印度斯坦時報》[4]）至20億（《印度電影觀眾》[5]）或24億（《德干紀事報》[6]）、24.2億盧比（Pinkvilla[7]）、30億盧比（《每日郵報》[8]）之間。

## 外部連結
- 互联网电影数据库（IMDb）上《惡有惡道》的资料（英文）